# 機動戦士ガンダム ウェアヴォルフ
『機動戦士ガンダム ウェアヴォルフ』（きどうせんしガンダム ウェアヴォルフ、Mobile Suit Gundam WEARWOLF）は漫画：伊藤亰、シナリオ：重信康による日本の漫画。『ガンダムエース』にて、2023年7月号から2025年9月号まで連載された。キャッチコピーは「人狼ゲーム×ミステリー×ガンダム」。

## あらすじ
宇宙世紀0087年、ティターンズとエゥーゴの戦いが激化する中、ジオン公国残党アクシズが地球圏に帰還、戦乱は三つ巴の様相となる（いわゆるグリプス戦役、グリプス戦争）。
ティターンズ所属のペガサス級強襲揚陸艦「ヘカーテ」を母艦とする特務部隊は、暗礁宙域「ゼブラゾーン」での新型MS「ウェアヴォルフ」の極秘性能評価試験中にエゥーゴのMS隊の奇襲を受ける。多数の損害を出しつつ戦域を強行突破するものの、エンジントラブルにより月軌道外へ宇宙漂流となってしまう。
数日後、ヘカーテはアクシズのMS隊から襲撃を受ける。テスト・パイロットのラセッド・グレンドン中尉は出撃が禁止されているウェアヴォルフに搭乗し、不利だった戦況を一瞬でくつがえす。しかし、帰投したウェアヴォルフのコックピットの中にいたのは、ラセッドの他殺死体であった。
乗員の間で犯人探しが始まるが、保安部がすでに全員戦死しているため、艦長のリュコス・フレイバーグ大佐は12時間後の「投票」によってもっとも疑わしい者を決め、軟禁拘束することを告げる。ラセッドからセクハラを受けており、それが殺人の同機として疑われる可能性のあるレト・シーア少尉は、ラセッドからいじめを受けて同じ立場にあるマカミ・タルボット軍曹と組んで、事件の謎を解き真犯人を見つけるため捜査に乗り出す。
「殺人現場」であるウェアヴォルフを「現場検証」するため、レトは許可を得て同機に搭乗して哨戒出撃をおこなう。そこに、ギャン改に搭乗するアクシズの騎士、クラート・ニクスが現れる。戦闘になるも補欠パイロットのレトではなすすべもなく、衝撃で意識を失う。しかし、ウェアヴォルフは自我をもつかのように覚醒し、それまでとは比較にならない圧倒的な力を見せつけ、クラートは撤退する。レトは夢の中でコックピット内での殺人時のイメージを見、解決のヒントを掴む。
そして「投票」の時間。レトは乗員らの前で殺害方法の推理と、物証からラセッド殺害の動機がMS隊隊長のロビソン・シュライカー大尉にあることを説明する。追い詰められたロビソンはウェアヴォルフを強奪して艦長を殺害しようとするが、レトが搭乗したペイルライダーD IIにコックピットを攻撃される。ロビソンはレトに、「狼」に気を付けろ、誰も信じるなと言い残して息を引き取る。
事件は解決したかに見えたが、真犯人は別にいた。ロビソンに罪を着せることに成功した彼は、さらなる関係者の殺害を目論む。

## 登場人物
冒頭に登場する、本編に登場しない人物を除く。

### ティターンズ特務部隊「ヘカーテ」
リュコス・フレイバーグ (Lykos Freyberg)
ヘカーテの艦長を務める女性で、階級は中佐。その能力をバスク・オム大佐に見いだされた若き天才。
「投票」としたのは、200名以上の乗員から犯人を見つけるのは非現実的であり、必要なのは真実ではなく、犯人をみんなで吊るし上げたという共犯意識が安心と団結を産むとの考えからである。
オクリーヌ・ワーグ
ヘカーテの副長を務める女性で、階級は少佐。黒い長髪。リュコスの推薦により任官される。長身で筋肉質であるが、東ヨーロッパの名門貴族の出であり、リュコスからは「お嬢様」と呼ばれる。
ロビソン・シュライカー (Lobisón Shriker)
MS隊の隊長で、階級は大尉。癖の強いパイロットたちをまとめる。一年戦争からの叩き上げで、白い長髪に口髭と顎鬚をはやしている。ラセッドからは「オヤジ」と呼ばれる。
一年戦争から軍内で麻薬の密売をおこない、それをラセッドに知られて強請られており、金の工面や不祥事の揉み消し、ウェアヴォルフのテスト・パイロットへの推薦までやらされていた。
 ラセッド・グレンドン (Russed Glendon)
MS隊のエース・パイロットで、階級は中尉。ウェアヴォルフのテスト・パイロットとなる。一年戦争のころ、ガンダムの伝説的な活躍と、パイロットが当時の自分と同じくらいの少年だったことを聞き、ガンダムに憧れを抱く。ガンダムの力を信じ、自分の力を誇示することに執着する。
ウェアヴォルフでの出撃後帰投するが、コックピットの中で何者かに射殺された状態で発見される。
ヴァーリ・キドゥ (Vali Kiddo)
MS隊のパイロットで、階級は少尉。やや軽率な言動が目立つお調子者。
クロコッタ・ムアサド (Crocotta Mauthedog)
MS隊のパイロットを務める女性で、階級は少尉。気さくでマイペースな性格。
ワヒーラ・ジンドゥルブ (Waheala)
作中では「ワヒーラ」とのみ呼ばれるが、フルネームは単行本第1巻のカバーを外した表紙に記載されている。
MS隊のパイロットで、階級は中尉。ロビソンとラセッドとはヘカーテ配属前から同じ部隊に所属していた。エゥーゴの奇襲の際にマラサイで出撃するが、戦死。
レト・シーア
MS隊の補欠パイロットを務める女性で、階級は少尉。クールで社交性に乏しく、隊では孤立気味。
ウェアヴォルフのコックピットのハッチ開閉ログから、事件の11時間前に何者かによって開けられていたことを突き止める。ラセッドからは強引に部屋に連れ込まれそうになるなどのセクハラを受けていた。
マカミ・タルボット
整備士で、階級は軍曹。一年戦争で両親を、その後の混乱で妹を失う。「ハル」という名の黒いハロを常にもち歩いている。ラセッドからはいわれなき暴行を受けており、黙認していたヴァーリから犯人として疑われる。
以前は名も忘れられた鉱物資源衛星で、両親と妹のリンゼとともに、プチモビでデブリを回収し換金して生活していた。0085年8月、「ヘカーテ」隊の前身である部隊にジオン残党と認定されて攻撃を受け、「ティターンズの暴虐を憎む者」に救助されひとり生き残る。彼によって復讐心に駆り立てさせられ、新たな名前（本名は不明、マカミは別人の名前）と身分を与えられ「ヘカーテ」隊に配属される。ラセッド殺害の真犯人。
アジャク・アンジン
軍医。薄い色付きの眼鏡をかけている。殺人にも動じないエキセントリックな性格で、旧世紀のミステリー小説のような密室殺人の発生に目を輝かせたり、死体の隣で食事を摂るなどしている。
マリット・ネウリアン
衛生士の女性。マカミとは同郷の幼馴染で、ヘカーテへの配属で約10年ぶりに再会する。アジャクの奇矯さに頭を悩ませている。
長年を経た再会ということもあり、マカミが別人と入れ替わっていることに気付いていない。
ウルマ・フルール
オペレーターの女性。ラセッドの遺体検分中に突然現れてすがりついたり、遺品を寄越せと訴え出たりする。戦争が終わったら結婚する約束だったと語るが、レトがラセッドから聞いた自慢話では「適当にひっかけた遊び相手」とのこと。
ロゼール・ガルニエ
主計科付き軍属コックで、ロビソンの死後から登場。元パイロットで、リュコスと接点がある。

### アクシズ軍「クラート」隊
クラート・ニクス
エンドラ級巡洋艦の艦長。アクシズの「騎士」であるが騎士道には興味がなく、同盟中のティターンズへの不意打ちもいとわない。艦長としても、パイロットとしても非凡な才能をもち、ロイヤルガードに推挙されたこともある。常に騎馬鞭をもち歩く。
カーシィ・ノール
MSパイロットの女性。強化人間であり、容姿に反して攻撃的な性格。

### そのほかの人物
ヴコドラク
秘密裏にエンドラと接触する、エゥーゴの使者を名乗る人物。偽名であり、仮面をかぶっている。クラートらに、ウェアヴォルフに関する情報を提供する。

## 登場兵器
冒頭に登場する、本編に登場しない兵器を除く。
ティターンズ
- ウェアヴォルフ
- ペイルライダーD II
- マラサイ
- ジム・クゥエル
- ペガサス級強襲揚陸艦「ヘカーテ」

アクシズ
- ギャン改
- ガザC
- ガルスJ
- エンドラ

エゥーゴ
- 百式改
- シュツルム・ディアス

## 書誌情報
- 漫画：伊藤亰、シナリオ：重信康、アドバイザー：小太刀右京、原案：矢立肇・富野由悠季 『機動戦士ガンダム ウェアヴォルフ』KADOKAWA〈角川コミックス・エース〉、既刊3巻（2024年11月25日現在）
  1. 2024年2月26日発行（同日発売[5]）、ISBN 978-4-04-114566-1 - 初版は伊藤による描き下ろしイラストのカードが付属。
  2. 2024年3月26日発行（同日発売[6]）、ISBN 978-4-04-114799-3
  3. 2024年11月25日発売[7]、ISBN 978-4-04-115483-0